# VARIG-Flug 837
Auf dem VARIG-Flug 837 (Flugnummer: RG837, Funkrufzeichen: VARIG 837) kam es am 5. März 1967 zum Flugunfall einer Douglas DC-8-33 der brasilianischen Fluggesellschaft VARIG. Die Maschine, die einen Flug vom Flughafen Rom-Fiumicino zum Flughafen Monrovia in Liberia durchführte, wurde dabei aufgrund eines Pilotenfehlers kurz vor der geplanten Landung in den Boden gelenkt (controlled flight into terrain), wobei 56 Menschen starben. Es ist bislang (Oktober 2019) der schwerste Flugunfall in Liberia.

## Flugzeug
Bei der verunglückten Maschine handelte es sich um eine sechs Jahre alte Douglas DC-8-33, die 1959 gebaut, aber erst im Juni 1961 an die Pan American World Airways ausgeliefert wurde, wo sie unter dem Taufnamen Clipper Flying Cloud betrieben wurde. Da die Pan Am bald darauf seine Flotte an Langstreckenflugzeugen von der Douglas DC-8 auf die Boeing 707 umstellte, wurde die Maschine im März 1962 bei der Panair do Brasil eingeflottet, eines Tochterunternehmens der Pan Am. Die Maschine war dort unter dem Taufnamen Garcia d'Ávila im Einsatz. Nachdem der Panair am 10. Februar 1965 die Fluglizenz entzogen wurde, wurde die Maschine schließlich von der VARIG übernommen, die, ebenso wie die Pan Am, eigentlich auf Maschinen des Typs Boeing 707 setzte. Die Maschine trug die Werksnummer 45253, es handelte sich um die fünfte Douglas DC-8 aus laufender Produktion. Die DC-8 war mit vier Triebwerken des Typs Pratt & Whitney JT4A ausgestattet und hatte zum Zeitpunkt des Unfalls 16.775 Flugstunden absolviert.

## Besatzung
Es befand sich eine 19-köpfige Besatzung an Bord, bestehend aus Kapitän, Erstem Offizier, Flugingenieur und 16 Flugbegleiterinnen.

## Flugverlauf
Die Maschine flog um 22:08 Ortszeit vom Flughafen Rom-Fiumicino ab. Der Flug nach Monrovia in Liberia verlief bis zum Anflug auf den Zielflughafen ohne besondere Vorkommnisse. In einer Entfernung von 5 Meilen (ca. 8 Kilometer) vom Flughafen und auf einer Flughöhe von 4500 Fuß (ca. 1370 Meter) nahm die Besatzung Funkkontakt mit der Flugsicherung in Monrovia auf. Der Fluglotse gab den Piloten die Freigabe zum Sinkflug auf 3000 Fuß (ca. 910 Meter) und informierte sie, dass der Virtuelle Druck 1009,0 mb betrug. Die Piloten gaben die Angabe über den Virtuellen Druck korrekt wieder, wiederholten jedoch nicht die Freigabe für den Sinkflug und setzten den Anflug in der Flughöhe von 4500 Fuß fort.
Als der Kapitän die Befeuerung des Flughafens von Monrovia erblickte, informierte er den Ersten Offizier, dass er trotz des Umstandes, dass er die Landebahn im Blick hat, einen Instrumentenflug durchführen wolle. Die Maschine flog zu diesem Zeitpunkt deutlich höher, als in dieser Phase des Anfluges vorgesehen. Der Kapitän ließ die Maschine mit einer Geschwindigkeit von 500 bis 700 Fuß (ca. 150 bis 210 Meter) pro Minute sinken und reduzierte die Fluggeschwindigkeit von 210 auf 170 Knoten (ca. 390/315 km/h). Er fuhr das Fahrwerk aus und stellte die Landeklappen für den Anflug auf Bahn 04 auf 35 Grad ein. Während er den Flughafen von der Küste aus anflog, meldete der Kapitän, dass er die Landebahn vor sich, leicht zu seiner Linken, in Sicht habe. Der Erste Offizier sagte den Abstieg in Schritten von je 100 Fuß (ca. 30 Meter) an. Er prüfte dabei die Vertikalgeschwindigkeitsanzeigen.
Auf einer Höhe von 1000 Fuß (ca. 300 Meter) fuhr der Kapitän die Landeklappen voll aus. Kurz darauf, auf einer Höhe von etwa 700 bis 800 Fuß (ca. 210–240 Meter) flog die Maschine in eine Schichtwolkenfront und Nebelschwaden ein. Zu diesem Zeitpunkt sagte der Kapitän dem Ersten Offizier, dass es nicht mehr nötig sei, dass er die Geschwindigkeit und Flughöhe weiter ansagt und gab ihm die Anweisung, Ausschau nach der Landebahn zu halten und Bescheid zu geben, sobald er diese erblicke. Trotz der schlechten Sichtverhältnisse setzte der Kapitän den Anflug weiter fort.
Über dem Funkfeuerpunkt FR betrug die Flughöhe der Maschine 800 Fuß (ca. 240 Meter) bei vorgesehenen 520 Fuß (ca. 160 Meter). Der Kapitän erhöhte nochmals die Sinkrate auf 1200 bis 1500 Fuß (ca. 370/460 Meter) pro Minute. Etwa 15 Sekunden, nachdem die Maschine den Punkt FR überflogen hatte, meldete der Erste Offizier, dass er die Landebahn in Sicht habe, die Sicht aber schlecht sei und die Maschine zu tief fliege. Der Sinkflug wurde fortgesetzt und die DC-8 schlug 1,8 Kilometer vor der Landebahn auf (Controlled flight into terrain).

## Opfer
Bei dem Unfall starben 51 der 90 Passagiere und fünf Personen am Boden. Der Flugingenieur wurde ebenfalls getötet, die übrigen 18 Besatzungsmitglieder überlebten den Unfall. Im Untersuchungsbericht wurde kritisiert, dass die 18 überlebenden Besatzungsmitglieder sich nicht sonderlich bemühten hätten, bei der Evakuierung der Passagiere aus dem Flugzeug mitzuwirken.

## Unfallursache
Als Unfallursache gaben die Ermittler die fehlerhafte Entscheidung des Kapitäns an, einen steilen Sinkflug einzuleiten, anstatt einen Fehlanflug durchzuführen, als er sich bewusst wurde, dass er sich auf einer zu hohen Flughöhe befindet. In der letzten Flugphase habe das Unvermögen des Kapitäns, den aus geringer Höhe zu steil eingeleiteten Sinkflug rechtzeitig abzufangen, den Unfall verursacht.